# Fallujah: The Hidden Massacre
Fallujah: The Hidden Massacre is een Italiaanse documentaire gemaakt door Sigfrido Ranucci en Maurizio Torrealta en werd voor het eerst uitgezonden op 8 november 2005 op het Italiaanse tv-station RAI.
De film documenteert het gebruik van wapens - welke door de documentairemakers als chemische wapens worden aangeduid - en met name brandbommen, waarbij het Amerikaanse leger ervan beschuldigd wordt deze wapens zonder onderscheid te hebben ingezet tegen burgers en kinderen in de stad Fallujah in Irak tijdens een offensief in november 2004.
De gebruikte wapens zouden de Mark 77-bommen (het nieuwe napalm) zijn en brandbommen op basis van witte fosfor. De documentaire laat beelden zien van zwaar verbrande slachtoffers van wie de kleding nog zo goed als intact is en beelden waarbij vanuit helikopters boven Fallujah met witte fosfor geschoten zou worden. Ook komt een Amerikaanse soldaat aan het woord die het gebruik van witte fosfor bevestigt. Een andere soldaat bevestigt het opzettelijk afvuren van machinegeweren op burgers in opdracht van zijn commandant.